# Parque natural marino del cabo de Córcega y Agriate
El parque natural marino del cabo de Córcega y Agriate es un parque natural marino francés. Creado en 2016, es el octavo parque de este tipo en Francia. Se extiende desde las costas del cabo de Córcega y los Agriates hasta un centenar de kilómetros frente a la costa de Balagne, con una superficie de 6.830 km2, lo que le convierte en el más extenso de la Francia continental.

## Historia
La creación de este nuevo parque forma parte del análisis estratégico regional de Córcega, aprobado en 2012 por la Asamblea de Córcega. Su objetivo es clasificar el 15% de las aguas marinas de Córcega como zonas marinas protegidas de aquí a 2020 (el 20% a nivel nacional en Francia y el 10% a nivel internacional). El estudio para la creación del  parque natural marino del cabo de Córcega y Agriate se puso bajo la autoridad conjunta del Prefecto de Haute-Corse y del Prefecto Marítimo para el Mediterráneo en junio de 2014. A raíz de un acuerdo marco entre el Estado, la Agencia de Áreas Marinas Protegidas, la Colectividad Territorial de Córcega y la Oficina de Medio Ambiente de Córcega, se creó una misión de estudio en Bastia en mayo de 2015. Su misión: llevar a cabo la fase de consulta con todas las partes interesadas en el mar para contribuir al dimensionamiento del proyecto: perímetro, directrices de gestión y composición del consejo de administración. Elaborado en consulta con las distintas partes interesadas durante los grupos de trabajo, este proyecto fue objeto de una consulta pública del 18 de febrero al 12 de abril de 2016 y de una consulta reglamentaria con las estructuras interesadas. El comisario de investigación emitió un dictamen favorable sin reservas sobre los elementos constitutivos del parque, y el proyecto de parque natural marino recibió el apoyo unánime de los organismos interesados. El 6 de julio de 2016, el Consejo de Administración de la Agencia de Áreas Marinas Protegidas votó a favor de la creación del parque natural marino del cabo de Córcega y Agriate, allanando el camino para la creación de este octavo parque natural marino francés por parte del Ministerio de Medio Ambiente, Energía y Mar.
Con motivo de su visita a Córcega el viernes15 de julio, Ségolène Royal, Ministra de Medio Ambiente, Energía y Mar, encargada de las Relaciones Internacionales sobre el Clima, firma el decreto por el que se crea el parque natural marino del cabo de Córcega y Agriate.

## El parque

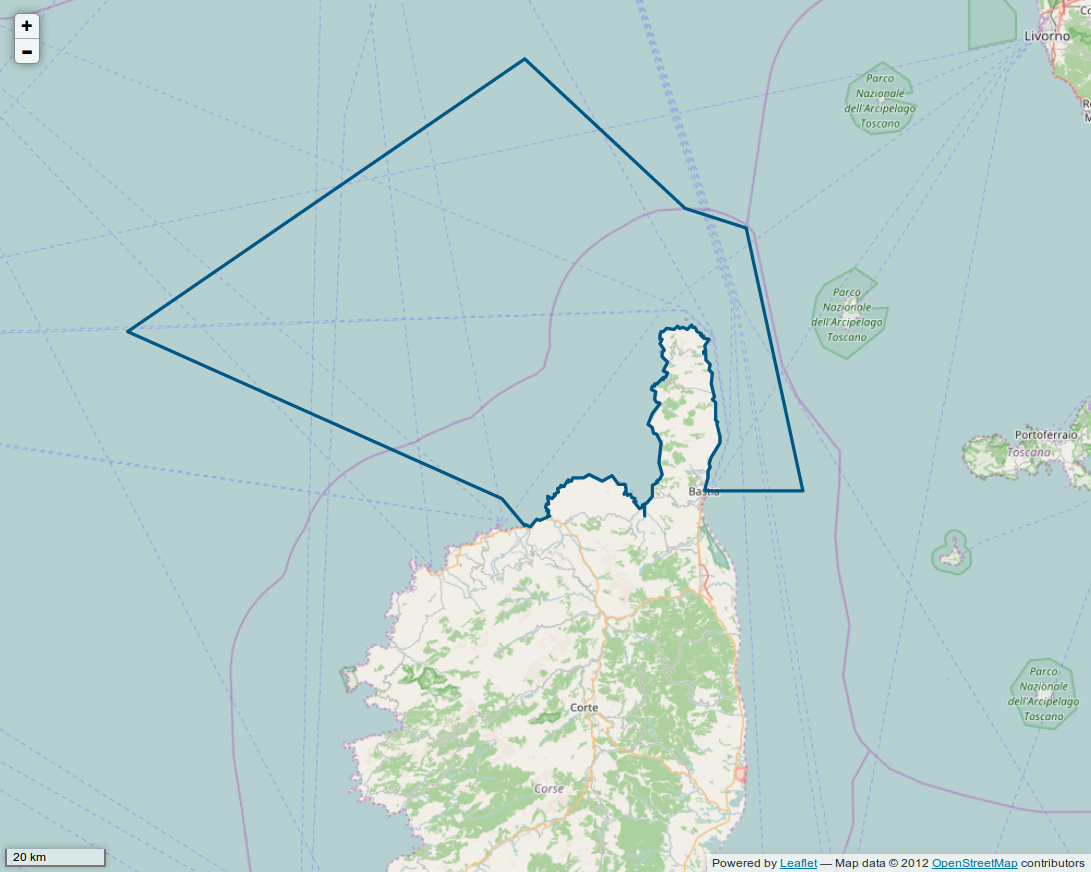
Perímetro del PNM del cabo de Córcega.

Se creó un parque natural marino denominado "Parc naturel marin du cap Corse et de l'Agriate", Parcu naturale marinu di u Capicorsu è di l'Agriate, en el este, norte y oeste del departamento de Haute-Corse, definido por los siguientes límites, cuyas coordenadas geográficas se expresan en el sistema WGS 84 :
- en tierra, por el límite terrestre del dominio público marítimo y el límite marítimo transversal en las rías;
- en el mar, por una línea que une los puntos siguientes :
- A : 42° 38,50'N, 009° 00,15'E (intersección entre el litoral y el límite entre los municipios de Ochiatana y Belgodère, cerca de la punta de Lozari);
- B : 42° 41,50'N 8° 56,50'E (esquina nororiental de la zona de pesca de Ile-Rousse) ;
- C : 43° 00.00'N 8° 00.00'E ;
- D : 43° 30.00'N 9° 00.00'E ;
- E : 43° 13,62'N 9° 24,33'E ;
- F : 43° 11,52'N 9° 33,48'E ;
-G : 42° 42.40'N 9° 42.00'E ;
-H : el punto 42° 42,40' N - 9° 27,36' E (intersección entre el paralelo 42° 42,40' N y el límite entre los municipios de Ville-di-Pietrabugno y Bastia).
Este espacio marítimo incluye el suelo, el subsuelo y la masa de agua que los cubre. Se refiere a la totalidad del dominio público marítimo natural e incluye las zonas acuáticas del dominio público marítimo artificial.

## Riqueza
El contraste entre la extensión de la plataforma continental frente a la Giraglia, al este del Cabo, y los cañones submarinos, al oeste, permite que el parque natural marino de cabo Corse y Agriate destaque por la diversidad de sus hábitats marinos (pastos marinos, coralígeno), lo que se refleja en la presencia de formaciones raras e inusuales como los atolones de coralígeno
Zona de importante productividad, estos hábitats ofrecen protección y alimento a especies patrimoniales como la langosta roja, el dentón común, la cigala, etc.
Esta producción pesquera, favorecida por los intercambios entre los ecosistemas profundos y costeros, asegura la presencia de especies migratorias como el atún rojo, la serviola y el pez espada, pero también de grandes cetáceos. Las aves marinas también son numerosas en la punta del cabo de Córcega: poblaciones de gaviotas de Audouin, cormoranes crestados, pardelas grises y águilas pescadoras.

## Directrices de gestión
Estas directrices de gestión se recogen en el decreto fundacional:
- Mejorar el conocimiento de las zonas costeras y marinas que rodean el cabo de Córcega y el Agriate en sus componentes naturales y culturales, mediante el inventario, la recopilación y la profundización del conocimiento científico, el conocimiento local y la investigación participativa.
- Sensibilizar, capacitar y apoyar a los distintos públicos para que sus prácticas respondan a los retos del desarrollo sostenible y la preservación de la biodiversidad marina.
- Preservar, o incluso restaurar, la integridad de los ecosistemas marinos y costeros, en particular la de hábitats y especies raras o emblemáticas del parque.
- Contribuir a la caracterización, evaluación y mejora de la calidad del agua, esencial para el buen funcionamiento y el estado de los ecosistemas marinos del cabo de Córcega y del Agriate.
- Crear y mantener una dinámica para que las actividades profesionales y de ocio hagan del parque un modelo ejemplar de desarrollo sostenible y equitativo, abierto a la innovación.
- Reapropiarse de la cultura marítima local y transmitir la pasión por el mar: un lugar de evasión, de libertad pero también de deber. Principios generales: conocimiento, protección, desarrollo sostenible.
- Estas 7 directrices de gestión se basan en los principios que rigen la creación de un parque natural marino tal y como se define en el código medioambiental: conocimiento del patrimonio marino, protección del medio ambiente marino, desarrollo sostenible de las actividades marítimas[4]

## Funcionamiento
El parque natural marino del cabo de Córcega y Agriate forma parte de la Agencia Francesa para la Biodiversidad, un establecimiento público bajo la supervisión del Ministerio de Transición Ecológica y Solidaria.
El órgano de gobierno del parque natural marino es el consejo de administración. En él están representados todos los agentes locales del medio marino afectados: autoridades locales, profesionales del mar, usuarios del ocio, asociaciones culturales y de protección del medio ambiente, personalidades cualificadas y servicios del Estado.
El Consejo de Administración del Parque Natural Marino cuenta con 48 miembros que representan a todas las partes interesadas.
El consejo de administración está presidido por Gilles Simeoni, elegido el 12 de diciembre de 2016 , como representante de las autoridades locales.

#### Recursos geográficos
- Inventario Nacional del Patrimonio Natural (áreas protegidas)
- Base de datos mundial sobre áreas protegidas
- Base de datos común sobre zonas designadas
- Sitio oficial
- Esta obra contiene una traducción  derivada de «Parc naturel marin du cap Corse et de l'Agriate» de Wikipedia en francés, concretamente de esta versión, publicada por sus editores bajo la Licencia de documentación libre de GNU y la Licencia Creative Commons Atribución-CompartirIgual 4.0 Internacional.

- Datos: Q28040288
- Multimedia: Parc naturel marin du Cap Corse et de l'Agriate / Q28040288